# Eddie Hertzberger

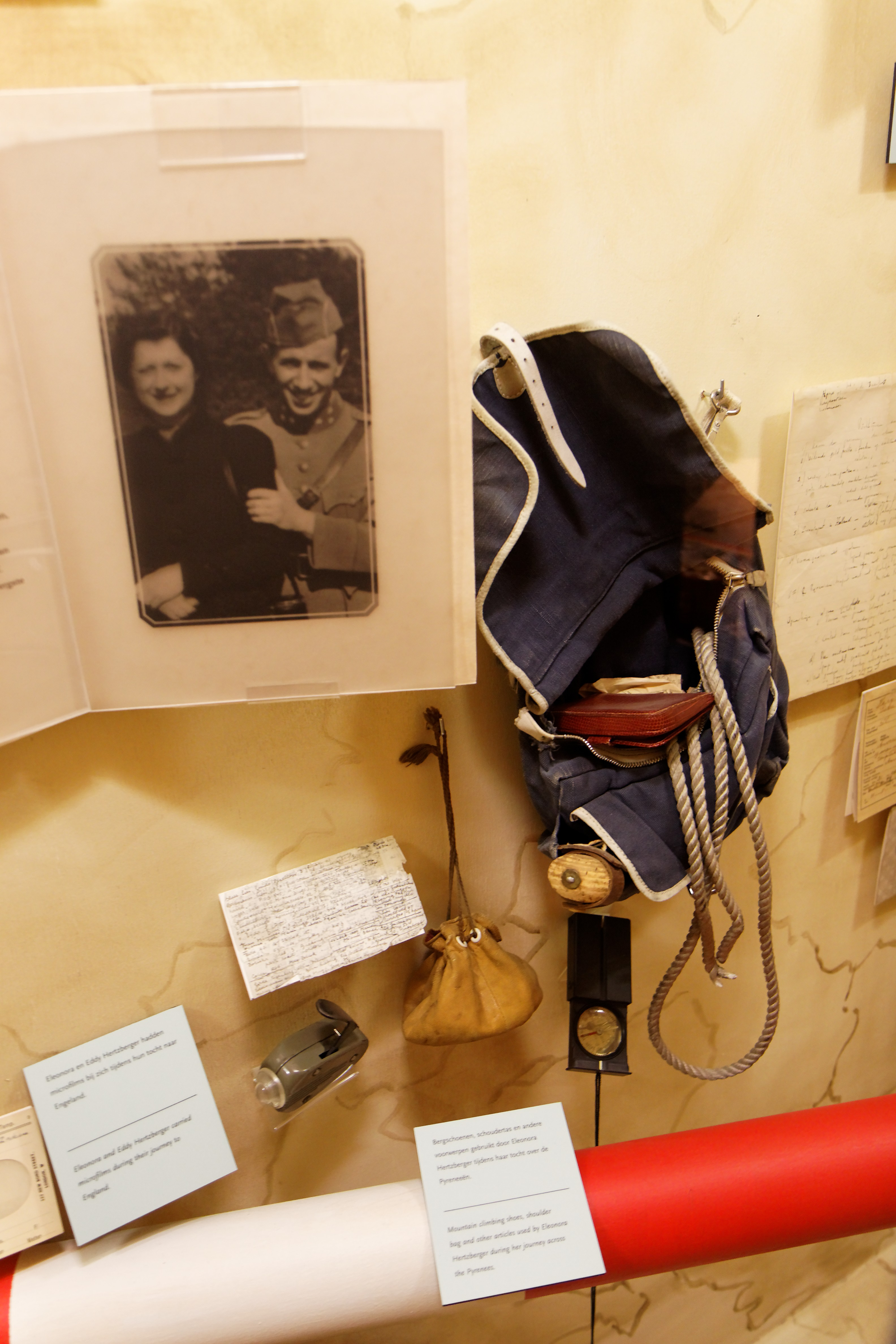
Eleonore und Eddie Hertzberger im Verzetsmuseum Amsterdam

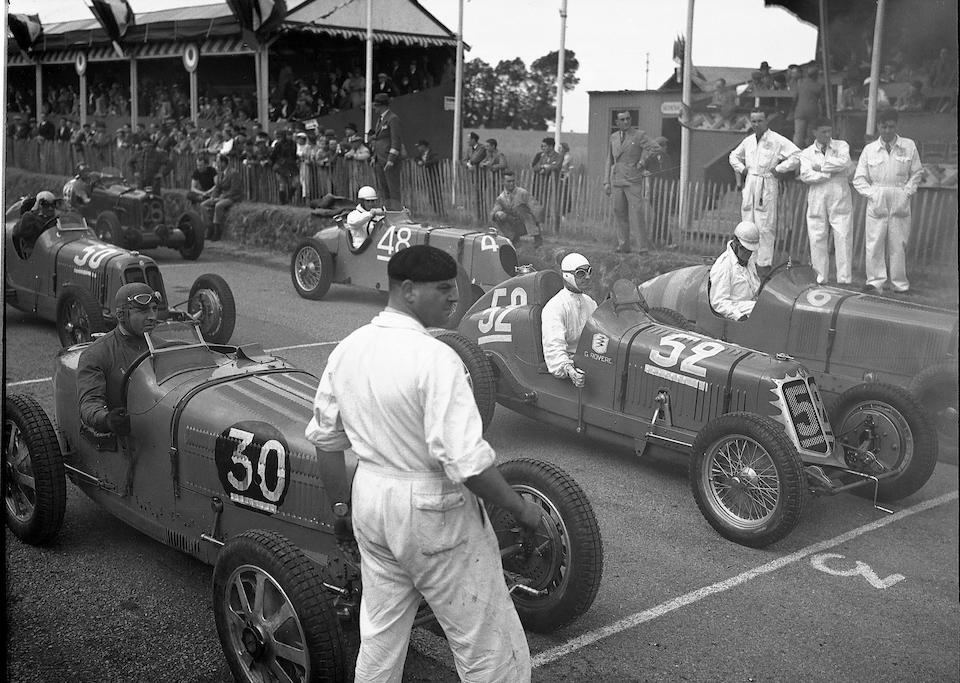
Eddie Hertzberger im MG Magnette K3 (Startnummer 48), vor dem Start zum Voiturette-Rennen im Rahmen des Grand Prix de Dieppe 1935

Edmond „Eddie“ Hertzberger (* 17. Oktober 1904 in Rotterdam; † 2. Mai 1993 in Lugano) war ein niederländischer Unternehmer, Autorennfahrer und Agent im Zweiten Weltkrieg.

## Familie
Eddie Hertzberger war der Sohn des niederländischen Architekten und Textilproduzenten Heijman Herman Hertzberger (1880–1955) und dessen Ehefrau Maria Cohen (1888–1967) und hatte zwei Schwestern. Seine Ehefrau war Eleonore (Lore) Margot Klara Katz (1917–2016), die Tochter des Wiener Verlegers Ludwig Katz (1886–1964). Lore Katz wurde in Berlin geboren und wuchs in einem großbürgerlichen jüdischen Elternhaus auf. Ein Nachbar der Familie Katz war der 1944 im KZ Auschwitz-Birkenau ermordete Regisseur Kurt Gerron. Ihre Schulkollegin war die Malerin Charlotte Salomon, die ebenfalls in Auschwitz ums Leben kam. Die Familie Katz wanderte 1933 in die Niederlande aus und ließ sich in Amsterdam nieder.
Der sportlich aktive Eddie Hertzberger, der neben dem Boxen auch den Segelsport betrieb, lernte Eleonore Katz in den späten 1930er-Jahren bei einer Regatta vor Loosdrecht kennen und heiratete sie knapp vor dem Beginn des Zweiten Weltkriegs. Eleonore Katz-Hertzberger publizierte die gemeinsame Lebensgeschichte mit Eddie Hertzberger in dem 2000 erschienenen Buch Durch die Maschen des Netzes. Ein jüdisches Ehepaar im Widerstand gegen die Nazis.

## Unternehmer
Eddie Hertzberger übernahm von seinem Vater in seiner Heimatstadt Rotterdam das Unternehmern für Konfektionskleidung. Während der Bombardierung von Rotterdam 1940 gingen die Fabrikanlagen und sein im Innenhof abgestellter Bugatti Type 57 Stelvio (Fahrgestellnummer 57519) in Flammen auf. Hertzberger, wie seine Frau jüdischen Glaubens, kämpfte während des Westfeldzugs der deutschen Wehrmacht im Rang eines Hauptmanns als Kommandeur einer Artillerie-Einheit in Weesperkarspel. 1942 floh er mit seiner Frau zuerst in die Schweiz und danach über den Französischen Staat nach Spanien. Dort arbeitete er bis zum Ende des Zweiten Weltkriegs für den Nachrichtendienst des niederländischen Widerstands.
Nach Kriegsende kehrte das Ehepaar in die Niederlande zurück und errichtete am alten Standort eine neue Textilfabrik. Sie lebten in Rotterdam und später in New York City. Seine letzten Lebensjahre verbrachte Eddie Hertzberger im Tessin, wo er im Mai 1993 starb.

## Karriere als Rennfahrer
Eddie Hertzberger war in den 1930er-Jahren ein Paradebeispiel für einen vermögenden und erfolgreichen Herrenfahrer. In seinem Besitz befanden sich unter anderem ein MG Magnette K3, ein Bentley 4 ½ Litre und einige Aston-Martin-Modelle, mit denen er bei internationalen Rennen an den Start ging, da es in seinem Heimatland so gut wie keine Autorennen gab. 1936 und 1937 (dort beim Voiturette-Rennen) gewann er den Grand Prix des Frontières in Chimay. Er war vor Max Verstappen der erste Niederländer, der zwei Grand-Prix-Rennen gewinnen konnte. Oftmals wird auch Carel Godin de Beaufort als zweifacher Grand-Prix-Sieger genannt. Er siegte allerdings nur einmal; beim Großen Preis von Spa 1959.
Zweimal, 1935 und 1937, startete er beim 24-Stunden-Rennen von Le Mans. Beide Teilnahmen endeten nach technischen Defekten vorzeitig. Die Mille Miglia 1937 beendete er an der 16. Stelle der Gesamtwertung. Die Karriere endete 1938. Für ein Rennen gab er 1953 ein Comeback, als er im Aston Martin DB2 beim 1-Stunden-Rennen von Zandvoort Dritter wurde.

## Statistik

### Le-Mans-Ergebnisse
| Jahr | Team              | Fahrzeug                 | Teamkollege                              | Platzierung | Ausfallgrund      |
| ---- | ----------------- | ------------------------ | ---------------------------------------- | ----------- | ----------------- |
| 1935 | Eddie Hertzberger | MG Magnette K3           | George Raphaël Béthenod de Montbressieux | Ausfall     | Kompressorschaden |
| 1937 | Eddie Hertzberger | Aston Martin Speed Model | Albert Debille                           | Ausfall     | defekte Ölleitung |